# 1755 en astronomie
Cette page présente une chronologie des événements qui se sont produits pendant l'année 1755 dans le domaine de l'astronomie.

## Événements
- Début du cycle solaire 1 (achevé en 1766), qui correspond au début du suivi intensif de l'activité et des taches solaires.
- Emmanuel Kant développe l'hypothèse de la nébuleuse dans son Histoire naturelle universelle et théorie du ciel (Allgemeine Naturgeschichte und Theorie des Himmels).